# Man (underprefektur)
Man är en underprefektur i Elfenbenskusten. Den ligger i departementet med samma namn, i den västra delen av landet, 270 km väster om huvudstaden Yamoussoukro.